# Sparkasse Sonneberg
Die Sparkasse Sonneberg ist eine Sparkasse in Thüringen mit Sitz in Sonneberg. Sie ist eine Anstalt des öffentlichen Rechts.

## Geschäftsgebiet und Träger
Das Geschäftsgebiet der Sparkasse Sonneberg umfasst den Landkreis Sonneberg, welcher auch Träger der Sparkasse ist.

## Geschäftszahlen
Die Sparkasse Sonneberg wies im Geschäftsjahr 2024 eine Bilanzsumme von 793,47 Mio. Euro aus und verfügte über Kundeneinlagen von 641,69 Mio. Euro. Gemäß der Sparkassenrangliste 2024 liegt sie nach Bilanzsumme auf Rang 327. Sie unterhält 12 Filialen/Selbstbedienungsstandorte und beschäftigt 145 Mitarbeiter.

## Sparkassen-Finanzgruppe
Die Sparkasse Sonneberg ist Teil der Sparkassen-Finanzgruppe und gehört damit auch ihrem Haftungsverbund an. Er sichert den Bestand der Institute und sorgt dafür, dass sie auch im Fall der Insolvenz einzelner Sparkassen alle Verbindlichkeiten erfüllen können. Die Sparkasse vermittelt Bausparverträge der regionalen Landesbausparkasse, offene Investmentfonds der Deka und Versicherungen der SV SparkassenVersicherung. Im Bereich des Leasing arbeitet die Sparkasse Sonneberg mit der  Deutschen Leasing zusammen. Die Funktion der Sparkassenzentralbank nimmt die Landesbank Hessen-Thüringen wahr.